# Apopestes spectrum
Apopestes spectrum — вид метеликів родини еребід (Arctiidae).

## Поширення
Вид поширений у Південній та Південно-Східній Європі, Північній Африці, на Близькому Сході, в Ірані і Туркменістані. Трапляється на теплих бідних луках або чагарникових ландшафтах з кущами дроку.

## Опис
Досить великий метелик. Розмах крил становить від 74 до 82 мм. На передніх крилах переважають світло-коричневі кольори. Поперечні лінії темно-коричневі, сильно хвилясті, частково переривчасті. У постдискальній області біля внутрішнього краю є темна пляма. Задні крила без позначок блідо-коричневого кольору.
Дорослі гусениці стрункі і жовтого кольору. З кожного боку є дві чорно-зелені вторинні спинні смуги. Під цими смугами є неправильні чорні крапки та плями. Через ноги проходить широка темна поздовжня лінія, жовті або білі плями іноді нагадують цифру 8 і літеру o. Голова білувата з чорними плямами.

## Спосіб життя
Існує одне покоління на рік. Гусениць можна зустріти з кінця квітня до червня. Вони харчуються різними видами метеликових рослин (Papilionaceae), включаючи Genista, Sarothamnus, Spaltium, Glycyrrhiza та Retama raetam. Зимують молі з липня по березень наступного року.